# 젤리 슈즈

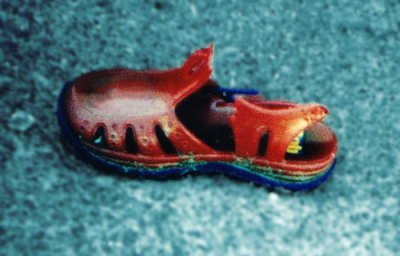
젤리 슈즈

젤리 슈즈(Jelly shoes)는 고무나 폴리에틸렌으로 만든 여름용 샌들이다.
젤리 슈즈는 PVC 플라스틱으로 만든 신발 유형이다. 젤리 슈즈는 다양한 브랜드와 색상으로 제공되며 때로는 반짝이는 소재가 주입된다. 이 이름은 1980년 파리에서 토니 알라노(Tony Alano)와 니콜라스 길런(Nicolas Guillon)이 설립한 젤리 슈즈(Jelly Shoes)라는 프랑스 회사에서 유래되었다.
PVC가 주입된 신발은 제2차 세계대전 이후에 만들어졌지만 값이 싸고 인정받지 못했다. 1980년대 초반 젤리슈즈의 신발이 프랑스와 유럽의 주요 잡지, 파리 패션쇼, 신발 박람회에 등장하면서 패션 트렌드가 됐다. 1980년대의 다른 많은 패션 트렌드와 마찬가지로 젤리 슈즈는 1990년대 후반부터 여러 번 부활했다.

## 같이 보기
- 크록스
- 플립플롭스
- 샌들